# Günter Burghardt (diplomate)
Günter Burghardt est un haut fonctionnaire et diplomate communautaire.
Il a effectué ses études à l'université de Hambourg, où il a obtenu son doctorat, en droit communautaire, en 1969.

## Carrière
Il a commencé sa carrière au service juridique de la Commission européenne, où il a travaillé de 1970 à 1972. Il a ensuite occupé un poste d'administrateur chargé des relations avec les États-Unis, le Canada et l'Australie jusqu'en 1978, date à laquelle il devient assistant du directeur général de la direction générale pour les relations extérieures de la Commission. 
Il devient ensuite chef de cabinet adjoint du commissaire au Marché intérieur jusqu'en 1984, qu'il quitte pour devenir chef de cabinet adjoint et directeur politique du Président de la Commission, Jacques Delors.
Il est ensuite nommé directeur général de la direction générale relations extérieures de la Commission, poste qu'il conservera de 1993 à 2000.
En 2000 il est nommé ambassadeur, chef de la délégation de l'Union européenne auprès des États-Unis, poste qu'il quitte en 2004. 
En 2005, il a rejoint le cabinet d'avocats Mayer Brown International LLP à Bruxelles.
Il est également conseiller spécial du commissaire pour l'élargissement Olli Rehn et est chargé, en particulier, des aspects politiques de l'élargissement et des questions liées aux Balkans.
Il est administrateur dans de nombreux Think Tanks (les Amis de l'Europe, le Transatlantic Policy Network, l'European Institute, Itinera Institute, le Centre EU-Russie), membre de l'American Chamber of Commerce to the EU et du Conseil économique allemand.
Il enseigne au Collège d'Europe à Bruges et à l'université de Gand.